# الدوري الفلسطيني الممتاز 1945
الدوري الفلسطيني الممتاز 1945 هو النسخة الأولى من الدرجة الأولى في نظام الدوري العربي الفلسطيني لكرة القدم الذي كان يُنظمه الاتحاد الرياضي الفلسطيني. وكان بطل الدوري والفائز باللقب "درع البنك العربي" النادي الإسلامي يافا.

## نظام الدوري
قُسِمت الأندية المنتسبة إلى الاتحاد الرياضي العربي الفلسطيني إلى ست بطولات إقليمية. تأهل بطل كل منطقة من المناطق الست إلى بطولة فلسطين.

## النتائج

### نصف النهائي
| المُستضيف                  | النتيجة | المُستضاف                   |
| ------------------------- | ------- | -------------------------- |
| النادي الأرثوذكسي (القدس) | 1–0     | فريق نادي الدجاني في القدس |
| النادي الإسلامي (يافا)    | 3–2     | نادي الشباب العرب (حيفا)   |

المصدر: 

### النهائي
| النادي الأرثوذكسي القدس | 0–2 | النادي الإسلامي يافا |
| ----------------------- | --- | -------------------- |
|                         |     | النجار               |